# Korzyścienko
Korzyścienko – osada wsi Korzystno, w północno-zachodniej Polsce, w województwie zachodniopomorskim, w powiecie kołobrzeskim, w gminie Kołobrzeg.
12 lutego 1948 roku została oficjalnie nadana polska nazwa Korzyścienko w miejsce niemieckiej Neu Werder.
Osadnictwo w miejscu Korzyścienka istniało w okresie średniowiecza, ale miejscowość utworzono w XVII w. na obszarze słabych rolniczo gruntów w bagnistej okolicy jako miejscowość rzemieślniczą, której mieszkańcy mieli zajmować się przetwórstwem wełny. W 1784 r. znajdowało się tu 14 budynków. Miejscowość najbardziej rozwinęła się pod koniec XIX w. zamieszkiwało ją wówczas 142 mieszkańców, zmiany gospodarcze sprawiały, że spadała opłacalność produkcji rzemieślniczej, konsekwencją czego była migracja ludności ze wsi. W 1925 roku było tam 25 domów, w 1939 r. w szkole uczyło się 36 dzieci.
Pod koniec XIX w. wybudowano kanalizację miasta Kołobrzeg, z którego ścieki były tłoczone do powstałej na gruntach Korzyścienka oczyszczalni ścieków. Rozwijająca się oczyszczalnia ścieków i kompostownia stanowiły uciążliwość zapachową dla pobliskich mieszkańców Korzyścienka, nieruchomości w dawnej części Korzyścienka zostały odkupione przez miasto od mieszkańców i miejscowość w tym miejscu zanikła.
Meyersgaz pod koniec XIX w. Neu Werder (Korzyścienko) opisuje jako wieś podległą pod wieś Alt Werder (Korzystno), odległą od niej o 2 km. Zabudowania miejscowości rozciągały się wzdłuż drogi biegnącej od Korzystna na północ do drogi łączącej Grzybowo z Kołobrzegiem. Miejscowość zamieszkiwało 114 osób.
Gminny Program Opieki nad Zabytkami Gminy Kołobrzeg na lata 2024-2027 na terenie Korzyścienka wymienia jako zabytki: dom o adresie Wspólna 24 oraz cmentarz z połowy XIX w., a także jedno stanowisko archeologiczne.
1 stycznia 2025 r. do miasta Kołobrzeg przyłączono część obszaru obrębu ewidencyjnego Korzystno (ok. 120 ha) z gminy wiejskiej Kołobrzeg. Włączony do miasta obszar stanowił teren przypisywany do części osady Korzyścienko i był zamieszkany przez jednego mieszkańca.
Po przejęciu części obszaru Korzystna przez Kołobrzeg w rejestrze miejscowości zmieniono współrzędne Korzyścienka oraz zamieszczono uwagę wg EMUiA - część miejscowości leży na obszarze miasta Kołobrzeg.